# Срібний ріг Ала-Тау
«Срібний ріг Ала-Тау» («Күміс мүйіз Алатау») — радянський художній фільм 1979 року, знятий режисером Віктором Пусурмановим на кіностудії «Казахфільм».

## Сюжет
Після автомобільної катастрофи шофера Кайсара позбавляють на п'ять років прав водія. Герой влаштовується працювати єгерем, і стикається з безсоромним браконьєрством. Молодий єгер входить у довіру до злочинців і, попередивши міліцію, організовує їм полювання.

## У ролях
- Ахтям Абушахманов — Кайсар Алімкулов
- Наталія Арінбасарова — Гульжан
- Асаналі Ашимов — Нургази
- Тлектес Мейрамов — Базарбай
- Нурлибай Єсімгалієв — Рустем
- Шахан Мусін — Халілов
- Мухтар Бахтигерєєв — Жакупов
- Совєтбек Джумадилов — Мергенбай
- Лідія Ашрапова — дружина Мергенбая
- Айна Джанікулова — Мадіна
- Єрмек Толепбаєв — Берік
- Зауреш Абуталієва — Санія
- Рахметбай Телеубаєв — епізод
- Римма Кабдалієва — епізод
- Уайс Султангазін — епізод

## Знімальна група
- Режисер — Віктор Пусурманов
- Сценарист — Рудольф Тюрін
- Оператор — Асхат Ашрапов
- Композитор — Едуард Хагагортян
- Художник — Олександр Ророкін